# اوکوزیاش
اوکوزیاش (انگلیسی: Ukozyash) یک شهرک در شهرستان میشکینسکی استان باشقیرستان کشور روسیه است.